# 华能澜沧江水电
华能澜沧江水电股份有限公司（英語：Huaneng Lancang River Hydropower Inc.），股票簡稱华能水电（英語：Huaneng Hydropower），是中國一間上市水電公司。公司控股股東是中国华能集团。
2017年12月15日，公司股票於上海证券交易所掛牌上市，公開發行10%公司股本，並使用前夏新电子的股票代码600025；2018年6月，华能水电成為上证180指數、沪深300指数成份股。

## 歷史
华能澜沧江水电股份有限公司成立於2001年2月8日，當時名為云南澜沧江水电开发有限公司，發起人為国家电力公司及其子公司云南电力集团（云电集团，現云南电网）（共56%）、云南省开发投资（24%）和云南红塔实业（20%）:65。2002年国务院印发《电力体制改革方案》，国家电力公司被撤銷，国家电力公司所擁有的澜沧江水电股權改由中国华能集团所擁有，並改名华能澜沧江水电有限公司。2015年澜沧江水电改制為股份有限公司，改名华能澜沧江水电股份有限公司。2017年公司股票於上海证券交易所掛牌上市，並計劃成為母公司华能集团的水電資產整體上市平台。據報導，首次公開發行的集資金額將用於建設苗尾水电站、乌弄龙水电站及里底水电站。
华能澜沧江水电亦是中國第一家电力资产证券化的公司，於2006年公司將漫湾水电站的5年水电销售收入证券化。

## 旗下主要子公司
最後更新：2017年12月31日
| 名稱                 | 持股比例 | 備註 |
| -------------------- | -------- | ---- |
| 华能澜沧江上游水电   | 100%     |      |
| 华能龙开口水电       | 95%      |      |
| 瑞丽江一级水电       | 80%      |      |
| 桑河二级水电         | 51%      |      |
| 华能果多水电         | 66%      |      |
| 华能大理水电         | 100%     |      |
| 勐海南果河水电       | 90%      |      |
| 盐津关河水电         | 51%      |      |
| 兰坪亚太环宇水电发展 | 100%     |      |
| 华能澜沧江新能源     | 100%     |      |
| 华能澜沧江祥云风电   | 100%     |      |
| 华能石林光伏发电     | 70%      |      |
| 云南联合页岩气开发   | 90%      |      |

## 主要股東
最後更新：2017年12月31日。
| 排名 | 名稱               | 比例   | 備註             |
| ---- | ------------------ | ------ | ---------------- |
| 1.   | 中国华能集团       | 50.40% | 國有法人、限售股 |
| 2.   | 云南省能源投资集团 | 28.26% | 國有法人、限售股 |
| 3.   | 云南合和集团       | 11.34% | 國有法人、限售股 |
| 小計 |                    | 90%    | 限售股           |

### 姊妹公司
- 华能国际电力
- 华能新能源

## 連結
- 官方网站
- . 中国华能集团. 2016-02-03  [2018-06-25]. （原始内容存档于2018-06-26） （中文（中国大陆））.